# Myšák dlouhoocasý
Myšák dlouhoocasý (Urocolius macrourus) je pták z čeledi myšákovitých, který se vyskytuje v sušší části subsaharské Afriky.

## Popis
Měří od 30 do 35 cm a váží okolo 50 g. Dospělí ptáci mají světle šedé peří s modrou skvrnou na zátylku a šedou chocholkou na hlavě. Zobák je zbarvený růžově až červeně, jen špička a okraje jsou černé. Charakteristické jsou v poměru k tělu relativně velké a silné nohy.

## Způsob života a rozmnožování
Žije v hejnech čítajících i desítky jedinců. Staví si hnízda miskovitého tvaru, která vystýlá trávou.[zdroj?] Snáší 2–4 vejce. Relativně brzy po vylíhnutí mláďata opustí hnízdo a začnou létat.[zdroj?] Živí se listy pupeny a plody, jenž hledá hlavně na zemi.

## Chov v zoo
Jde o vzácně chovaný druh. V Evropě se vyskytuje v 6 zoo. V České republice jsou k vidění pouze v Zoo Plzeň.